# 의왕정음학교
의왕정음학교는 경기도 의왕시에 있는 공립 특수학교이다.

## 연혁
- 2021년 3월 1일 : 개교